# Kenth Skårvik
Kenth Herbert Skårvik, född 18 januari 1935 i Oskar Fredriks församling i Göteborg, död 5 januari 2018 i Vänersborg, var en svensk tjänsteman och politiker (folkpartist).
Kenth Skårvik, som var son till en transportförman och ett affärsbiträde, arbetade som radioförsäljare 1958-1973 och därefter som distriktschef hos Dux Radio AB/Philips Svenska AB 1973–1995. Han var också aktiv i Svenska baptistsamfundet och hade kommunala uppdrag i Mölndals kommun 1976–1982.
Han var riksdagsledamot för Bohusläns valkrets 1982–2002. I riksdagen var han bland annat ledamot i socialförsäkringsutskottet 1984–1988 och i trafikutskottet 1988–2002. Han engagerade sig främst i utbildningspolitik, näringspolitik och kommunikationer.